# 隗家村
隗家村，中华人民共和国山东省济南市章丘市水寨镇所辖的一个行政村。总人口1783，其中男性909人，女性874人；农业户口1766人，非农业人口17人；18岁以下人口457人，18-35岁人口407人，35-60岁人口679人，60岁以上人口240人（2006年）。耕地面积165公顷（2006年）。行政区划代码370181106205。